# Shiori Takada
Shiori Takada (高田志織, Takada Shiori), née le 19 juillet 1990 dans la préfecture d'Aichi, au Japon, est une chanteuse, idole japonaise, ex-membre du groupe féminin de J-pop SKE48 (Team S).
Elle est graduée du groupe le 18 avril 2013.

## Discographie en groupe

### Albums
Albums studio
1. 19 septembre 2012 – Kono Hi no Chime o Wasurenai (この日のチャイムを忘れない?)

### Singles
Labels You, Be Cool! et KING RECORDS
1. 22 octobre 2008 – Ōgoe Diamond (SKE48ver.) (大声ダイヤモンド(SKE48ver.)?)

Label Lantis
1. 5 août 2009 – Tsuyoki Mono yo (強き者よ?)

Label CROWN GOLD
1. 24 mars 2010 – Aozora Kataomoi (青空片想い?)
2. 7 juillet 2010 – Gomen ne, Summer (ごめんね、SUMMER?)
3. 17 novembre 2010 – 1! 2! 3! 4! Yoroshiku! (1!2!3!4! ヨロシク!?)
4. 9 mars 2011 – Banzai Venus (バンザイVenus?)

Label Avex
1. 27 juillet 2011 – Pareo wa Emerald (パレオはエメラルド?)
2. 9 novembre 2011 – Okey Dokey (オキドキ?)
3. 25 janvier 2012 – Kataomoi Finally (片想いFinally?)
4. 16 mai 2012 – Aishite-love-ru! (アイシテラブル!?)
5. 19 septembre 2012 – Kiss Datte Hidarikiki (キスだって左利き?)
6. 30 janvier 2013 – Choco no Dorei (チョコの奴隷?)